# Barbitos
Le barbitos  (grec ancien : βάρβιτον or βάρβιτος ; latin barbitus, français barbiton) est un instrument de musique de l'Antiquité apparenté à la lyre. Les cordes sont longues et grosses. Athénée attribue l'invention du barbitos à Anacréon, Horace à Alcée, d'autres à Terpandre. On joue de cet instrument avec un plectre.

## Histoire

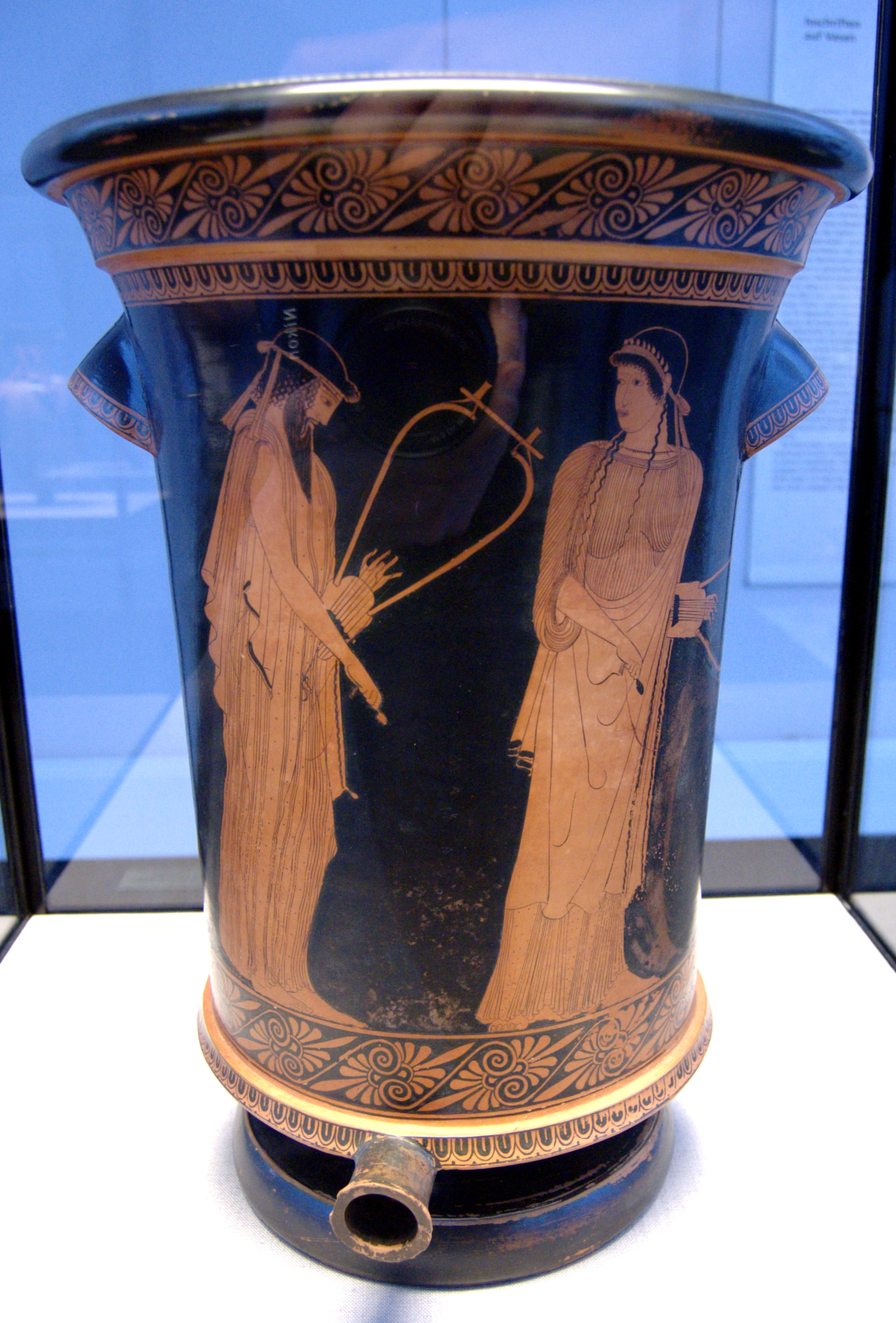
Alkaios et Sappho jouant de la lyre

L'instrument est d'origine asiatique, selon Strabon. Il apparait aussi sous le nom de barmos, ou baromos.
Ses longues cordes lui confèrent une tonalité plus grave que celle de la lyre.
Il est utilisé, dans la Grèce antique, par le cercle des poètes entourant Sappho.

## Citations
« Il bouscule, en passant, le barbytos qu'il a fait construire chez Pleyel. La grande lyre gémit... » (Colette, L'ingénue libertine).